# Домпјер су Санвињ
Домпјер су Санвињ (фр. Dompierre-sous-Sanvignes) насеље је и општина у источном делу централне Француске у региону Бургоња, у департману Саона и Лоара која припада префектури Шарол.
По подацима из 2011. године у општини је живело 72 становника, а густина насељености је износила 5,3 становника/km². Општина се простире на површини од 13,58 km². Налази се на средњој надморској висини од 303 метара (максималној 344 m, а минималној 275 m).

## Демографија
| 1962. | 1968. | 1975. | 1982. | 1990. | 1999. | 2011. |
| ----- | ----- | ----- | ----- | ----- | ----- | ----- |
| 102   | 121   | 100   | 94    | 80    | 79    | 72    |

График промене броја становника у току последњих година